# Voo Kenya Airways 431
O voo Kenya Airways 431 foi um voo regular internacional de passageiros entre as cidades de Abidjan, Lagos e Nairóbi, operado por um Airbus A310-300, que se acidentou no mar da Costa do Marfim em 30 de janeiro de 2000, pouco depois de decolar do Aeroporto Port Bouet, em Abidjan. Havia 179 pessoas a bordo do avião, dos quais 169 eram passageiros. Só houve dez sobreviventes. Foi o primeiro acidente com vítimas mortais da Kenya Airways e o mais mortal acidente com um Airbus A310.

## Avião e pilotos
O avião acidentado era um Airbus A310-304 com prefixo 5Y-BEM,.chamado de "Harambee Star". Com o numero de série 426, o avião entrou em serviço pela Kenya Airways em setembro de 1986. Tinha registadas 58,115 horas de voo no momento do acidente. Era equipado com dois motores General Electric CF6-80C2A2, com número de série 690,120 (porta) e 690,141 (estibordo). Antes do acidente os motores acumularam 43,635 e 41,754 horas de voo respectivamente.
O voo estava sob o comando do capitão de 44 anos Paul Muthee, um experiente oficial com 11,636 horas de voo, 1,664 deles num Airbus A310. Qualificou-se como piloto de A310 em 10 de agosto de 1986 e também podia voar o Boeing 737-300, Boeing 737-200, Fokker 50 e Fokker F27, além de vários aviões mais pequenos. O primeiro oficial era Lazaro Mutumbi Mulli, de 43 anos, que tinha 7,295 horas de voo, 5,768 no A310. Ambos os pilotos realizaram quatro pousos e quatro decolagens com esse modelo de avião no Aeroporto Port Bouet.

## Acidente
O voo partiu de Nairóbi como Voo KQ430, e deveria pousar em Abidjan após uma escala em Lagos. Muitos Nigerianos que viajavam a Dubai para fazer compras livre de impostos usavam esse voo. Nesse dia, depois de abortar o pouso em Lagos, o voo continuou diretamente para Abidjan devido às pobres condições meteorológicas locais. Os fortes ventos que sopravam para o sul desde o Sahara fizeram com que o céu de Lagos se tornasse muito nublado e todas as atividades do aeroporto foram suspensas. Após uma escala de três horas, o avião decolou para Lagos às 21:08 GMT e caiu no Oceano Atlântico, a 2 quilômetros do aeroporto, apenas um minuto depois de partir. Depois do acidente a linha aérea estabeleceu um centro de crise no hotel Intercontinental de Nairóbi.